# Тимофеев, Анатолий Григорьевич
Анатолий Григорьевич Тимофеев (10 июля 1956, Челябинск — 20 февраля 2016, там же) — советский хоккеист и российский тренер по хоккею с шайбой. Главный тренер сборной команды России на Всемирной Универсиаде 2007.
Считается одним из лучших защитников в истории челябинского хоккея[кем?]. Сыграл за «Трактор» 429 игр, набрав 100 очков.
Сын Григорий (род. 1984) — также хоккеист и тренер.

## Биография
Карьера
Как игрок
- 1975 — игрок команды «Звезда» (Чебаркуль)
- 1975—1976 — игрок команды СКА (Свердловск) (45 игр)[1],[2]
- 1976—1979 — игрок команды «Металлург» (Челябинск)
- 1979—1989 — защитник ХК «Трактор» (425 игр, 40 голов), игрок второй сборной команды СССР
- 1989—1991 — игрок команды ХПК (Финляндия)

Как тренер
- 1991—1992 — тренер ХК «Трактор»
- 1992—1993 — главный тренер ХК «Трактор-2»
- 1993—1994 — главный тренер ХК «Таганай» Златоуст
- 1994—1996 — главный тренер ХК «Надежда» Челябинск
- 1997—2005 — тренер, старший тренер, главный тренер ХК «Трактор»
- 2003—2005 — старший тренер, главный тренер ХК «Трактор»
- 2005—2008 — старший тренер, главный тренер ХК «Газовик» Тюмень
- 2007 — главный тренер сборной команды России на Всемирной Универсиаде
- 2009—2011 — тренер-преподаватель СДЮСШОР «Трактор»
- 2011—2012 — главный тренер ХК «Мечел»
- 2012—2013 — главный тренер ХК «Челмет»
- 2013—2016 — тренер-преподаватель СДЮСШОР «Трактор»

Достижения
Сборная команда России — чемпион Всемирной Универсиады (2007 г.)
Команда «Трактор» — 3 место, Чемпионат России — высшая лига 02-03, 03-04, 04-05,
Команда 1995 г.р.
- бронзовый призёр международного турнира «Кубок вызова» (08-09)
- Победитель первенства России региона Урал-Западная Сибирь (09-10)
- Победитель международного турнира среди юношей (10-11)
- Победитель международного турнира «Кубок президента Республики Беларусь» (10-11)
- Серебряный призёр международного турнира «Кубок Губернатора Московской области» (10-11)
- Серебряный призёр международного «Турнира четырёх» (10-11)